# Høvelte
Høvelte er et stednavn i Nordsjælland mellem Allerød og Birkerød i Blovstrød Sogn i Lynge-Kronborg Herred. Høvelte hører nu til Allerød Kommune. Stednavnet "Høvelte" er relativt nyt, da stedet indtil i januar 1923 hed "Luserød". Erindringen herom fremgår af digteren P. Sørensen-Fugholms muntre vise Oh Luserød.
Navneændringen blev bevilget på grund af associationen til lus, men Luse- eller Ludse- kommer af navnet Lucius eller Lucia. 
Området er mest kendt for Høvelte Kaserne.
Kasernen er også brugt til "Soldaterkammerater"-filmene i 1958-1968.
Der ligger et trinbræt (Høvelte trinbræt), hvor kun de seks første tog om morgenen og de seks sidste tog om natten stopper. Togene stopper kun ved henvendelse til lokomotivføreren. Togene stopper kun for afstigning, og ikke ved påstigning.

## Eksterne link
- Vise af P. Sørensen-Fugholm: Oh Luserød
- Lokalhistorisk arkivs note om navnet Arkiveret 22. november 2019 hos  Wayback Machine

|  | Denne artikel om lokaliteten Høvelte kan blive bedre, hvis der indsættes et (bedre) billede. Du kan hjælpe ved at afsøge Wikimedia Commons for et passende billede eller lægge et op på Wikimedia Commons med en af de tilladte licenser og indsætte det i artiklen. |

55°51′6.67″N 12°23′45.94″Ø / 55.8518528°N 12.3960944°Ø